# Diocesi di Gazera
La diocesi di Gazera (in latino Dioecesis Gazerensis) è una sede soppressa del patriarcato di Gerusalemme e una sede titolare della Chiesa cattolica.

## Storia
Gazera, menzionata nell'Antico Testamento e identificata con il sito archeologico di Tel Gezer nell'odierno Israele, è un'antica sede vescovile della provincia romana della Palestina Prima nella diocesi civile d'Oriente. Faceva parte del patriarcato di Gerusalemme ed era suffraganea dell'arcidiocesi di Cesarea.
La sede non è riportata da Gams e non sono noti nomi di vescovi in epoca antica. Secondo Stiernon, l'esistenza di una diocesi a Gazera è solo ipotetica, non essendoci prove documentarie sicure né evidenze archeologiche. Tuttavia alcuni autori hanno assegnato a questa diocesi il vescovo Arassio, che prese parte al concilio di Gerusalemme del 536, convocato dal patriarca Pietro contro Antimo di Costantinopoli e che vide riuniti assieme i vescovi delle Tre Palestine; questa attribuzione è ipotetica, poiché nelle fonti coeve Arassio è indicato come vescovo di Gadara.
Dal 1933 Gazera è annoverata fra le sedi vescovili titolari della Chiesa cattolica; la sede è vacante dal 4 settembre 1985. Il titolo è stato assegnato in due sole occasioni: a Patrick James Byrne, delegato apostolico in Corea; e ad Ángel Rodríguez Gamoneda, vicario apostolico di Iquitos.

## Cronotassi dei vescovi titolari
- Patrick James Byrne, M.M. † (7 aprile 1949 - 25 novembre 1950 deceduto)
- Ángel Rodríguez Gamoneda, O.S.A. † (8 maggio 1955 - 4 settembre 1985 deceduto)